# 日本二十五勝
日本二十五勝（にほんにじゅうごしょう）は、1927年に、大阪毎日新聞社、東京日日新聞社主催、鉄道省後援で日本新八景（日本八景とも）が選定された際に、併せて選ばれた日本を代表する25の景勝地。同時に日本百景も選定されている。
良く聞く誤解として、日本新八景は日本二十五勝に含まれ、日本二十五勝も日本百景に含まれる（部分集合）と言うのがあるが、各々は独立しており重複して選定されている景勝地は一切無い。また、本来は日本新八景に次ぎ、日本百景よりも上位の選にあたる。にもかかわらず、日本新八景や日本百景が現在もしばしば景勝地の惹句とされるのに対して、25という数が一般的でないためか、今日では日本二十五勝であることが喧伝されることは、その地元ですらほとんどない。

## 日本二十五勝

### 海岸
- 屋島（香川県）
- 鞆の浦（広島県）
- 若狭高浜（福井県）

| 屋島 （香川県） | 鞆の浦 （広島県） | 若狭高浜 （福井県） |

### 湖沼
- 富士五湖（山梨県）
- 琵琶湖（滋賀県）
- 大沼（北海道）

| 富士五湖 （山梨県） | 琵琶湖 （滋賀県） | 大沼 （北海道） |

### 山岳
- 立山（富山県）
- 阿蘇山（熊本県）
- 木曽御嶽（長野県）
- 白馬岳（長野県）

| 立山 （富山県） | 阿蘇山 （熊本県） | 木曽御嶽 （長野県） | 白馬岳 （長野県） |

### 河川
- 利根川（千葉県）
- 球磨川（熊本県）
- 長良川（岐阜県）

### 渓谷
- 瀞八丁（和歌山県）
- 黒部峡谷（富山県）
- 御岳昇仙峡（山梨県）
- 天竜峡（長野県）

| 瀞八丁 （和歌山県） | 黒部峡谷 （富山県） | 御岳昇仙峡 （山梨県） | 天竜峡 （長野県） |

### 瀑布
- 那智滝（和歌山県）
- 養老滝（岐阜県）
- 袋田滝（茨城県）

| 那智滝 （和歌山県） | 養老滝 （岐阜県） | 袋田滝 （茨城県） |

### 温泉
- 熱海温泉（静岡県）
- 塩原温泉（栃木県）
- 箱根温泉（神奈川県）

### 平原
- 大和平原（奈良県）
- 日田盆地（大分県）